# Saison 1969-1970 de la Juventus FC
Maillots
Chronologie
Saison précédente Saison suivante
La saison 1969-1970 de la Juventus Football Club est la soixante-septième de l'histoire du club, créé soixante-treize ans plus tôt en 1897.
Le club piémontais prend ici part lors de cette saison à la 68e édition du championnat d'Italie (39e de Serie A), à la 22e édition de la Coupe d'Italie (en italien Coppa Italia), ainsi qu'à la 12e édition de la Coupe des villes de foires.

## Historique
Au sortir d'une saison plutôt décevante, la Juventus Football Club, toujours présidée par Vittore Catella, fait cette année peau neuve dans l'espoir d'enfin s'imposer à nouveau en Italie.
Tout d'abord, le premier à en payer les frais est l'entraîneur paraguayen du club, Heriberto Herrera, dont le système révolutionnaire très athlétique dit du movimiento ne parvient plus à porter ses fruits à Turin. Il part alors rejoindre l'Inter et est remplacé par l'argentin Luis Carniglia.

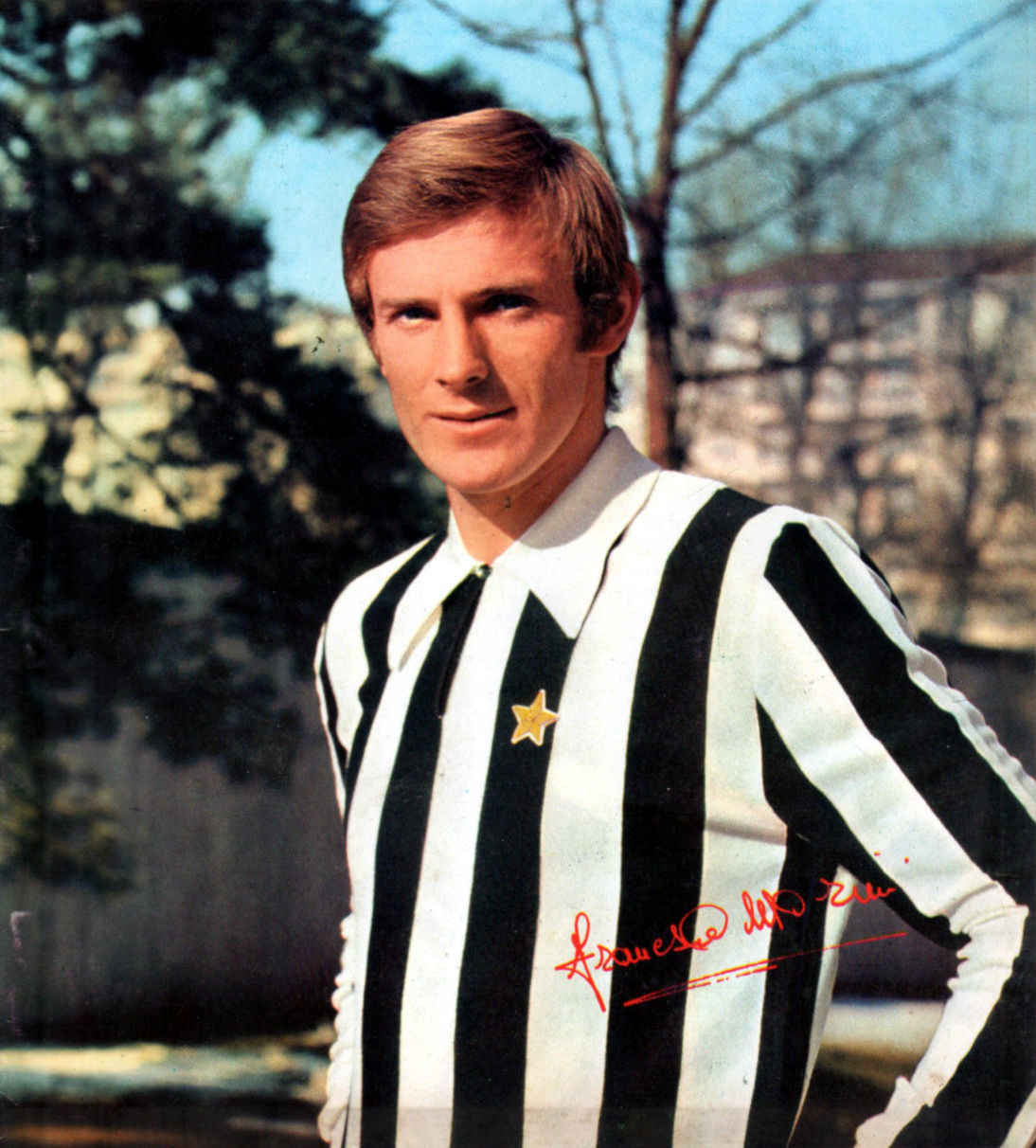
Le nouvel stopper des Turinois, Francesco Morini.

Quelques investissements sont également effectués au mercato, avec tout d'abord au poste de gardien l'arrivée de Massimo Piloni. On assiste en défense à un retour de prêt au club d'Elio Rinero, ainsi qu'à l'achat de Paolo Viganò mais surtout d'un futur grand arrière bianconero, Francesco Morini. Mais le vrai changement intervient au milieu de terrain avec six nouvelles arrivées, où des joueurs comme Salvatore Jacolino, Lamberto Leonardi, Gianpietro Marchetti et Roberto Vieri sont achetés. Ensuite, deux des futurs plus grands joueurs de l'histoire de la Juventus viennent s'ajouter à l'effectif, le Sarde Antonello Cuccureddu acheté 400 millions de lires et le Sicilien Giuseppe Furino.
Le nouvel entraîneur Luis Carniglia tombe malade d'une fièvre contractée en Amérique du Sud durant le pré-championnat, et les entraînements furent donc dirigés jusqu'au 5 août par son assistant, Giovanni Cattozzo, alors entraîneur de l'équipe junior.
C'est cette année dès la fin du mois d'août que l'équipe turinoise reprend la compétition avec en premier la Coppa Italia.
Reléguée dans le groupe 5, la Juve démarre ses éliminatoires sur un score nul sans le moindre but contre Mantoue avant d'à nouveau faire un nul un but partout 3 jours plus tard sur le terrain de l'Atalanta (but juventino de Del Sol) le mercredi 3 septembre 1969. Avec un seul point au compteur, les piémontais doivent absolument s'imposer lors du dernier match pour passer le tour suivant, chose qu'ils parviennent à faire à domicile avec un succès 3-1 contre Brescia (avec des buts de Leonardi, Haller et Furino).

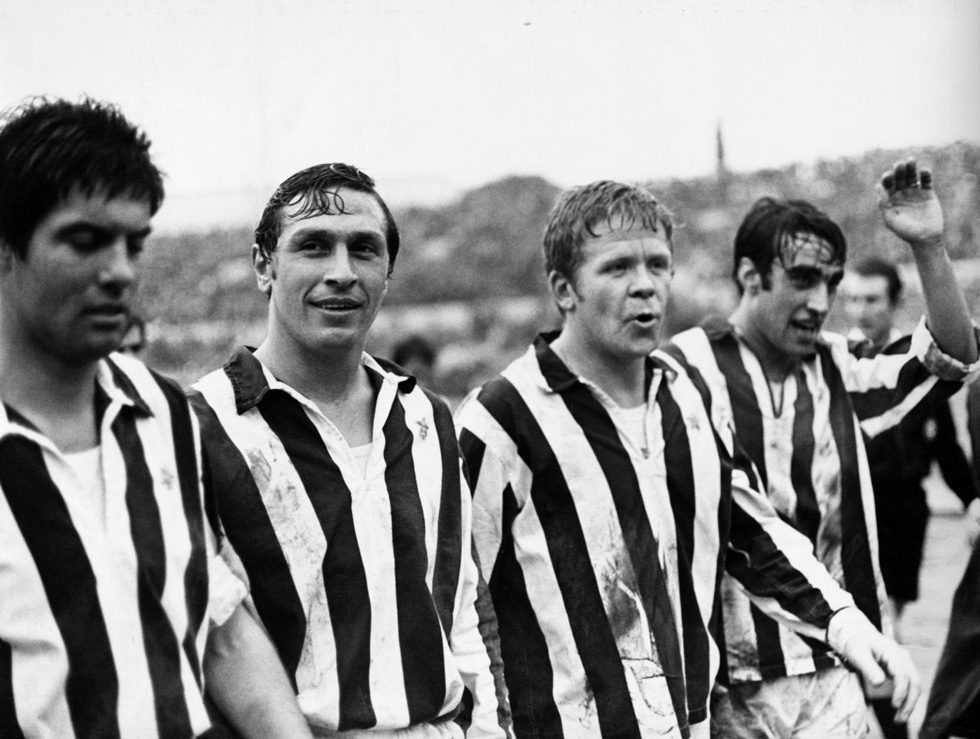
Salvadore, le nouvel achat Leonardi, Haller et Anastasi quitter le terrain à la fin du match victorieux de suite à Rome contre les giallorossi (3-0), 28 décembre 1969.

À la suite des mauvais résultats du club en championnat, Luis Carniglia est remplacé à cause du mauvais début de saison du club par l'italien Ercole Rabitti (alors assistant du superviseur technique bianconero Giampiero Boniperti), ancien joueur du club durant les années 1940. Bien que nommé le 21 octobre, Carniglia dirige son dernier match le 22 contre Foggia avec à la clé une victoire juventina 2-1 (buts de Zigoni et Anastasi).
En quarts-de-finale de la compétition, la Juve est face à Bologne. Les deux protagonistes ne parvenant pas à faire trembler les filets une seule fois sur les deux rencontres aller-retour, un 3e match décisif doit avoir lieu, qui voit les bolonais s'imposer 1-0 avec un but dans les dernières minutes, éliminant donc la Madama.
Pour la seconde année d'affilée, la Vieille Dame se retrouve à disputer la Coupe des villes de foires. Pour cette édition de 1969-70, elle reçoit pour son premier match européen de l'année les bulgares du Lokomotiv Plovdiv le 17 septembre et s'impose facilement 3 buts à 1 (réalisations de Vieri sur penalty, Leonardi et Càstano) puis 2-1 (avec Leonardi et Anastasi comme buteurs). En 16e-de-finale, les bianconeri se font surprendre à l'extérieur 3 à 1 chez les Allemands du Hertha Berlin (malgré un but d'Anastasi pour la Juve), sans réussir renverser la vapeur au retour (0-0) Elle se retrouve donc éliminée au second tour, au même niveau que lors de l'édition précédente.

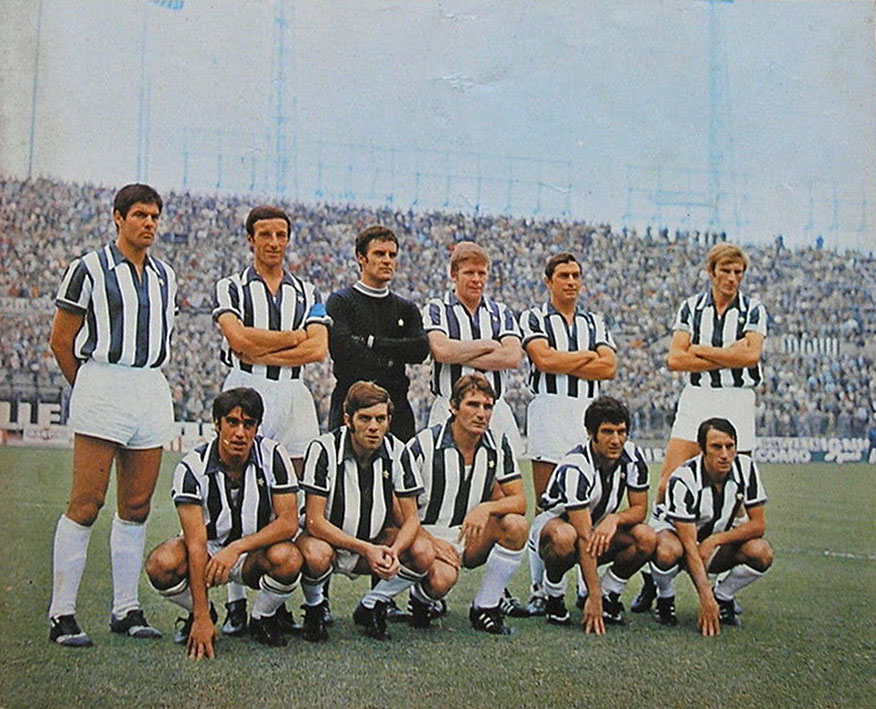
Les bianconeri au 3e rang en Serie A, et éliminé au quarts-de-finale de la Coupe d'Italie et en 16e-de-finale de la Coupe des villes de foires.

Mais l'objectif principal de la saison reste sans conteste la Serie A, que la Vecchia Signora débute le 14 septembre 1969 avec une victoire d'entrée 4 à 1 au Stadio Comunale contre Palerme (doublé de Haller et buts de Leonardi et Furino). Mais ce succès de bon augure n'empêche ensuite pas la Juventus de commencer une série de 5 matchs sans victoires (3 défaites et 2 nuls), série arrêté lors du Derby d'Italia du 26 octobre remporté 2 buts à 1 grâce aux buts d'Anastasi et de Bedin contre son camp sur l'Inter. Mais ce n'est que lors de la 10e journée que l'équipe du Piémont remporte son 3e succès de la saison, un 2-0 sur la Fiorentina (buts de Salvadore et d'Anastasi), le premier d'une remontée fulgurante avec à la clé une série de sept victoires consécutives. Relancée, la Juve joue désormais plus libérée et plus offensivement, s'imposant notamment le 8 février 1970 sur le score de 3 buts à rien lors du Derby della Mole contre le Torino (réalisations de Cuccureddu, Leonardi et Anastasi). Entre la 22e et la 25e journée, elle retombe dans ses travers suite 3 matchs nuls de suite suivis d'une défaite, le tout avant une victoire 3-0 le 29 mars sur le Milan à Turin (avec un doublé d'Anastasi et un but de Leonardi) suivit d'une autre la semaine suivante grâce à un seul but d'Anastasi sur Brescia. Les trois derniers matchs comptant pour le sprint final, les zèbres ratent complètement leur fin de saison avec finalement deux défaites et un nul.

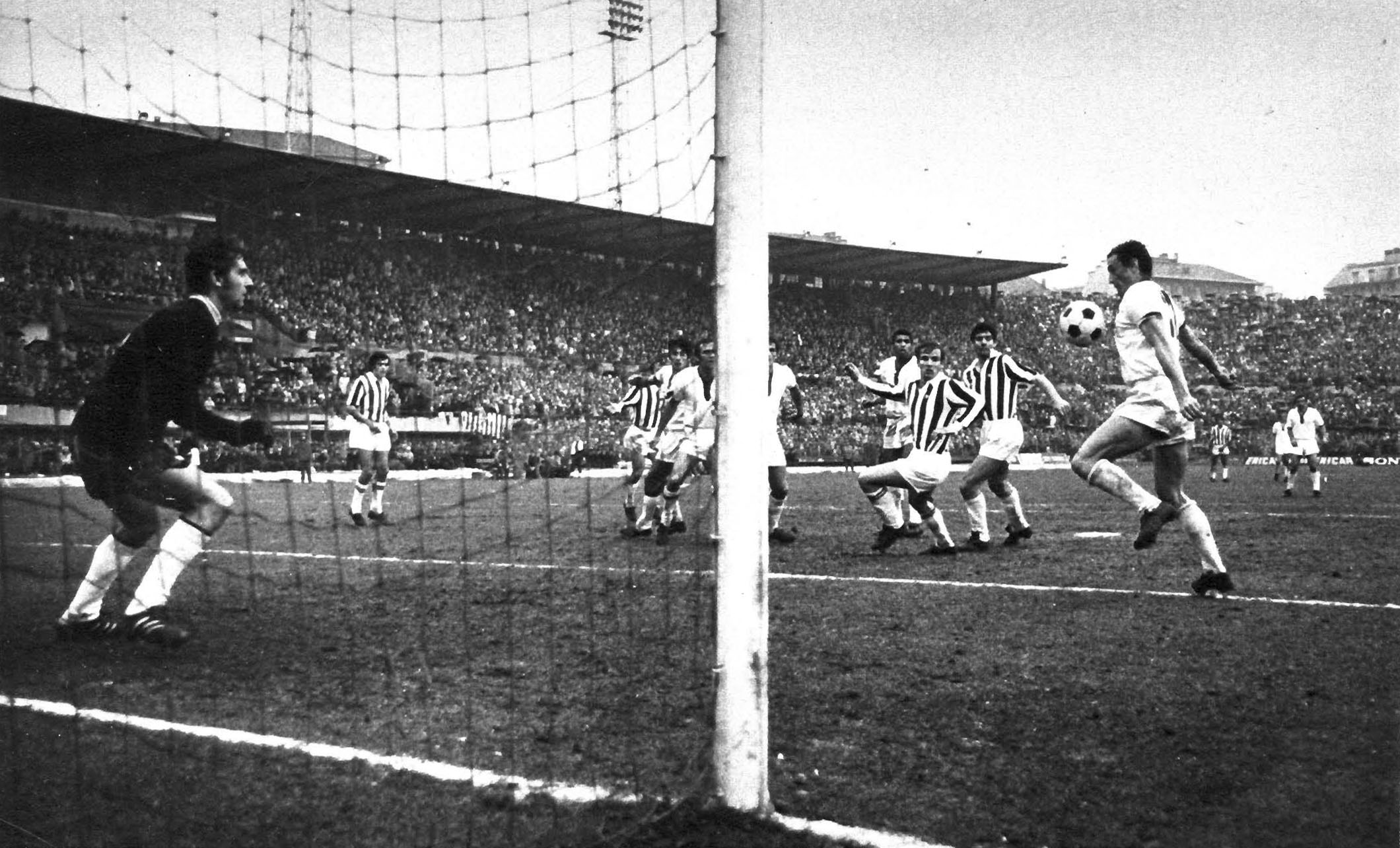
Le gardien Roberto Anzolin (gauche), à la neuvième et dernière saison avec la Juventus, et l'attaquant Gigi Riva du Cagliari (droit) dans le match-scudetto du 15 mars 1970 au stade communal de Turin (2-2).

Mais les 38 points décrochés par la Juventus FC sont quand même suffisants pour accrocher le podium, le club terminant 3e Cagliari et l'Inter, avec une différence de buts supérieure à celle du vice-champion.
Du 27 avril jusqu'à la fin de la saison, Ercole Rabitti est remplacé par son assistant Giovanni Cattozzo officiellement pour raison de santé (hernie discale).
C'est cette saison Pietro Anastasi qui termine à nouveau meilleur buteur de la saison avec ses 18 buts au compteur.
Au Mexique a également lieu cette année la coupe du monde 1970 à laquelle participent deux joueurs de la Juve, tout d'abord le milieu défensif italien Giuseppe Furino dont la sélection termine finaliste, ainsi que le milieu offensif allemand Helmut Haller, avec qui l'équipe d'Allemagne finit 3e.
Stagnant en Europe ainsi qu'en coupe, la Juventus, en pleine reconstruction, a au moins réussit cette année à se replacer sur le podium national.

## Déroulement de la saison

### Résultats en championnat
- Phase aller

| dimanche 14 septembre 1969 1re journée | Juventus                                   | 4 - 1 | Palerme  | Stadio Comunale, Turin 16h30 Arbitre : Gussoni |
| dimanche 14 septembre 1969 1re journée | Haller 11e 64e · Leonardi 71e · Furino 79e |       | 4e Troja | Stadio Comunale, Turin 16h30 Arbitre : Gussoni |

| dimanche 21 septembre 1969 2e journée | Hellas Vérone  | 1 - 0 | Juventus | Stadio Marcantonio Bentegodi, Vérone 16h00 Arbitre : Picasso |
| dimanche 21 septembre 1969 2e journée | Traspedini 42e |       |          | Stadio Marcantonio Bentegodi, Vérone 16h00 Arbitre : Picasso |

| dimanche 28 septembre 1969 3e journée | Juventus  | 1 - 1 | Bologne   | Stadio Comunale, Turin 15h00 Arbitre : Bernardis |
| dimanche 28 septembre 1969 3e journée | Vieri 51e |       | 59e Scala | Stadio Comunale, Turin 15h00 Arbitre : Bernardis |

| dimanche 5 octobre 1969 4e journée | Sampdoria | 0 - 0 | Juventus | Stade Luigi-Ferraris, Gênes 15h00 Arbitre : Bernardini |
| dimanche 5 octobre 1969 4e journée |           |       |          | Stade Luigi-Ferraris, Gênes 15h00 Arbitre : Bernardini |

| dimanche 12 octobre 1969 5e journée | Juventus   | 1 - 2 | Torino                    | Stadio Comunale, Turin 15h00 65 351 spectateurs Arbitre : Carminati |
| dimanche 12 octobre 1969 5e journée | Zigoni 19e |       | 67e Carelli · 88e Ferrini | Stadio Comunale, Turin 15h00 65 351 spectateurs Arbitre : Carminati |

| dimanche 19 octobre 1969 6e journée | Lanerossi Vicence | 1 - 0 | Juventus | Stadio Romeo Menti, Vicence 14h30 Arbitre : De Robbio |
| dimanche 19 octobre 1969 6e journée | De Petri 35e      |       |          | Stadio Romeo Menti, Vicence 14h30 Arbitre : De Robbio |

| dimanche 26 octobre 1969 7e journée | Juventus                       | 2 - 1 | Inter          | Stadio Comunale, Turin 14h30 Arbitre : Angonese |
| dimanche 26 octobre 1969 7e journée | Anastasi 1re · Bedin 75e (csc) |       | 39e Boninsegna | Stadio Comunale, Turin 14h30 Arbitre : Angonese |

| dimanche 9 novembre 1969 8e journée | Naples              | 1 - 0 | Juventus | Stadio San Paolo, Naples 14h30 Arbitre : Lo Bello |
| dimanche 9 novembre 1969 8e journée | Altafini 53e (pen.) |       |          | Stadio San Paolo, Naples 14h30 Arbitre : Lo Bello |

| dimanche 16 novembre 1969 9e journée | Cagliari       | 1 - 1 | Juventus       | Stadio Amsicora, Cagliari 14h30 Arbitre : Bernardis |
| dimanche 16 novembre 1969 9e journée | Domenghini 47e |       | 89e Cuccureddu | Stadio Amsicora, Cagliari 14h30 Arbitre : Bernardis |

| dimanche 30 novembre 1969 10e journée | Juventus                     | 2 - 0 | Fiorentina | Stadio Comunale, Turin 14h30 Arbitre : D'Agostini |
| dimanche 30 novembre 1969 10e journée | Salvadore 48e · Anastasi 65e |       |            | Stadio Comunale, Turin 14h30 Arbitre : D'Agostini |

| dimanche 7 décembre 1969 11e journée | Milan | 0 - 2                  | Juventus | Stadio San Siro, Milan 14h30 Arbitre : Sbardella |
| dimanche 7 décembre 1969 11e journée |       | 67e Vieri · 78e Zigoni |          | Stadio San Siro, Milan 14h30 Arbitre : Sbardella |

| dimanche 14 décembre 1969 12e journée | Brescia | 0 - 1        | Juventus | Stadio Mario Rigamonti, Brescia 14h30 Arbitre : De Robbio |
| dimanche 14 décembre 1969 12e journée |         | 33e Anastasi |          | Stadio Mario Rigamonti, Brescia 14h30 Arbitre : De Robbio |

| dimanche 21 décembre 1969 13e journée | Juventus                            | 2 - 1 | Lazio     | Stadio Comunale, Turin 14h30 Arbitre : Francescon |
| dimanche 21 décembre 1969 13e journée | Salvadore 45e · Leonardi 73e (pen.) |       | 86e Massa | Stadio Comunale, Turin 14h30 Arbitre : Francescon |

| dimanche 28 décembre 1969 14e journée | Roma | 0 - 3                                  | Juventus | Stadio Olimpico, Rome 14h30 Arbitre : Lo Bello |
| dimanche 28 décembre 1969 14e journée |      | 15e Anastasi · 42e Zigoni · 89e Haller |          | Stadio Olimpico, Rome 14h30 Arbitre : Lo Bello |

| dimanche 4 janvier 1970 15e journée | Juventus        | 1 - 0 | Bari | Stadio Comunale, Turin 14h30 Arbitre : Motta |
| dimanche 4 janvier 1970 15e journée | Spimi 25e (csc) |       |      | Stadio Comunale, Turin 14h30 Arbitre : Motta |

- Phase retour

| dimanche 11 janvier 1970 16e journée | Palerme     | 1 - 3 | Juventus                               | Stadio La Favorita, Palerme 14h30 Arbitre : Monti |
| dimanche 11 janvier 1970 16e journée | Ferrari 54e |       | 11e Vieri · 27e Del Sol · 72e Anastasi | Stadio La Favorita, Palerme 14h30 Arbitre : Monti |

| dimanche 18 janvier 1970 17e journée | Juventus                               | 3 - 0 | Hellas Vérone | Stadio Comunale, Turin 14h30 Arbitre : Carminati |
| dimanche 18 janvier 1970 17e journée | Anastasi 33e 86e · Leonardi 52e (pen.) |       |               | Stadio Comunale, Turin 14h30 Arbitre : Carminati |

| dimanche 25 janvier 1970 18e journée | Bologne | 0 - 0 | Juventus | Stadio Comunale, Bologne 14h30 Arbitre : Angonese |
| dimanche 25 janvier 1970 18e journée |         |       |          | Stadio Comunale, Bologne 14h30 Arbitre : Angonese |

| dimanche 1er février 1970 19e journée | Juventus                  | 2 - 0 | Sampdoria | Stadio Comunale, Turin 14h30 Arbitre : Toselli |
| dimanche 1er février 1970 19e journée | Anastasi 30e · Zigoni 68e |       |           | Stadio Comunale, Turin 14h30 Arbitre : Toselli |

| dimanche 8 février 1970 20e journée | Torino | 0 - 3                                        | Juventus | Stadio Comunale, Turin 14h30 40 015 spectateurs Arbitre : Lo Bello |
| dimanche 8 février 1970 20e journée |        | 19e Cuccureddu · 58e Leonardi · 89e Anastasi |          | Stadio Comunale, Turin 14h30 40 015 spectateurs Arbitre : Lo Bello |

| dimanche 15 février 1970 21e journée | Juventus                                          | 4 - 0 | Lanerossi Vicence | Stadio Comunale, Turin 15h00 Arbitre : Picasso |
| dimanche 15 février 1970 21e journée | Cuccureddu 60e 86e · Salvadore 62e · Anastasi 71e |       |                   | Stadio Comunale, Turin 15h00 Arbitre : Picasso |

| dimanche 1er mars 1970 22e journée | Inter | 0 - 0 | Juventus | Stadio San Siro, Milan 15h00 Arbitre : Monti |
| dimanche 1er mars 1970 22e journée |       |       |          | Stadio San Siro, Milan 15h00 Arbitre : Monti |

| dimanche 8 mars 1970 23e journée | Juventus | 0 - 0 | Naples | Stadio Comunale, Turin 15h00 Arbitre : Bernardis |
| dimanche 8 mars 1970 23e journée |          |       |        | Stadio Comunale, Turin 15h00 Arbitre : Bernardis |

| dimanche 15 mars 1970 24e journée | Juventus                                 | 2 - 2 | Cagliari            | Stadio Comunale, Turin 15h00 Arbitre : Lo Bello |
| dimanche 15 mars 1970 24e journée | Niccolai 29e (csc) · Anastasi 66e (pen.) |       | 45e 82e (pen.) Riva | Stadio Comunale, Turin 15h00 Arbitre : Lo Bello |

| dimanche 22 mars 1970 25e journée | Fiorentina             | 2 - 0 | Juventus | Stadio Comunale, Florence 15h00 Arbitre : Toselli |
| dimanche 22 mars 1970 25e journée | Mariani 2e · Merlo 30e |       |          | Stadio Comunale, Florence 15h00 Arbitre : Toselli |

| dimanche 29 mars 1970 26e journée | Juventus                        | 3 - 0 | Milan | Stadio Comunale, Turin 15h00 Arbitre : Angonese |
| dimanche 29 mars 1970 26e journée | Anastasi 21e 23e · Leonardi 41e |       |       | Stadio Comunale, Turin 15h00 Arbitre : Angonese |

| dimanche 5 avril 1970 27e journée | Juventus     | 1 - 0 | Brescia | Stadio Comunale, Turin 15h30 Arbitre : D'Agostini |
| dimanche 5 avril 1970 27e journée | Anastasi 91e |       |         | Stadio Comunale, Turin 15h30 Arbitre : D'Agostini |

| dimanche 12 avril 1970 28e journée | Lazio                           | 2 - 0 | Juventus | Stadio Olimpico, Rome 15h30 Arbitre : Picasso |
| dimanche 12 avril 1970 28e journée | Ghio 52e · Chinaglia 74e (pen.) |       |          | Stadio Olimpico, Rome 15h30 Arbitre : Picasso |

| dimanche 18 avril 1970 29e journée | Juventus            | 1 - 1 | Roma                | Stadio Comunale, Turin 21h15 Arbitre : Branzoni |
| dimanche 18 avril 1970 29e journée | Anastasi 47e (pen.) |       | 77e (csc) Salvadore | Stadio Comunale, Turin 21h15 Arbitre : Branzoni |

| dimanche 26 avril 1970 30e journée | Bari         | 2 - 1 | Juventus   | Stadio San Paolo, Naples 15h30 Arbitre : Barbaresco |
| dimanche 26 avril 1970 30e journée | Fara 50e 73e |       | 16e Furino | Stadio San Paolo, Naples 15h30 Arbitre : Barbaresco |

#### Classement
|  |    | Classement final 1969-1970 | Pts | MJ | V  | N  | D | BP | BC | Dif |
|  | -- | -------------------------- | --- | -- | -- | -- | - | -- | -- | --- |
|  | 1. | Cagliari                   | 45  | 30 | 17 | 11 | 2 | 42 | 11 | +31 |
|  | 2. | Inter                      | 41  | 30 | 16 | 9  | 5 | 41 | 19 | +22 |
|  | 3. | Juventus                   | 38  | 30 | 15 | 8  | 7 | 43 | 20 | +23 |

### Résultats en coupe
- Phases de poule

| dimanche 31 août 1969 1re journée | Mantoue | 0 - 0 | Juventus | Stadio Danilo Martelli, Mantoue 19h30 Arbitre : Carminati |
| dimanche 31 août 1969 1re journée |         |       |          | Stadio Danilo Martelli, Mantoue 19h30 Arbitre : Carminati |

| mercredi 3 septembre 1969 2e journée | Atalanta            | 1 - 1 | Juventus    | Stadio Atleti Azzurri d'Italia, Bergame 21h00 Arbitre : Barbaresco |
| mercredi 3 septembre 1969 2e journée | Mazzanti 69e (pen.) |       | 74e Del Sol | Stadio Atleti Azzurri d'Italia, Bergame 21h00 Arbitre : Barbaresco |

| dimanche 7 septembre 1969 3e journée | Juventus                               | 3 - 1 | Brescia      | Stadio Comunale, Turin 21h00 Arbitre : Francescon |
| dimanche 7 septembre 1969 3e journée | Leonardi 23e · Haller 70e · Furino 81e |       | 43e De Paoli | Stadio Comunale, Turin 21h00 Arbitre : Francescon |

|  |    | Classement groupe 5 | Pts | MJ | V | N | D | BP | BC | Dif |
|  | -- | ------------------- | --- | -- | - | - | - | -- | -- | --- |
|  | 1. | Juventus            | 4   | 3  | 1 | 2 | 0 | 4  | 2  | +2  |
|  | 2. | Mantoue             | 4   | 3  | 1 | 2 | 0 | 5  | 4  | +1  |
|  | 3. | Atalanta            | 3   | 3  | 1 | 1 | 1 | 5  | 5  | 0   |

- Match de barrage

| mercredi 22 octobre 1969 | Juventus                 | 2 - 1 | Foggia    | Stadio Flaminio, Rome Arbitre : Branzoni |
| mercredi 22 octobre 1969 | Zigoni 3e · Anastasi 69e |       | 84e Villa | Stadio Flaminio, Rome Arbitre : Branzoni |

- Quarts-de-finale

| mercredi 14 janvier 1970 Match aller | Juventus | 0 - 0 | Bologne | Stadio Comunale, Turin 14h45 Arbitre : Pieroni |
| mercredi 14 janvier 1970 Match aller |          |       |         | Stadio Comunale, Turin 14h45 Arbitre : Pieroni |

| mercredi 25 février 1969 Match retour | Bologne | 0 - 0 | Juventus | Stadio Comunale, Bologne 15h00 Arbitre : Francescon |
| mercredi 25 février 1969 Match retour |         |       |          | Stadio Comunale, Bologne 15h00 Arbitre : Francescon |

| mercredi 8 avril 1970 Match de barrage | Juventus | 0 - 1      | Bologne | Stadio Comunale, Turin 15h00 Arbitre : Torelli |
| mercredi 8 avril 1970 Match de barrage |          | 82e Perani |         | Stadio Comunale, Turin 15h00 Arbitre : Torelli |

### Résultats en coupe des villes de foires
- 32e-de-finale

| mercredi 17 septembre 1969 Match aller | Juventus                                      | 3 - 1 | Lokomotiv Plovdiv | Stadio Comunale, Turin 21h15 Arbitre : Strmecki |
| mercredi 17 septembre 1969 Match aller | Vieri 27e (pen.) · Leonardi 31e · Càstano 73e |       | 1re Vassilev      | Stadio Comunale, Turin 21h15 Arbitre : Strmecki |

| mercredi 1er octobre 1969 Match retour | Lokomotiv Plovdiv | 1 - 2 | Juventus                    | Lokomotiv Stadium, Plovdiv 18h30 Arbitre : Wöhrer |
| mercredi 1er octobre 1969 Match retour | Vassilev 61e      |       | 20e Leonardi · 76e Anastasi | Lokomotiv Stadium, Plovdiv 18h30 Arbitre : Wöhrer |

- 16e-de-finale

| mercredi 12 novembre 1969 Match aller | Hertha Berlin                           | 3 - 1 | Juventus     | Olympiastadion Berlin, Berlin 19h30 Arbitre : Burns |
| mercredi 12 novembre 1969 Match aller | Gayer 18e · Wild 77e · Steffenhagen 80e |       | 14e Anastasi | Olympiastadion Berlin, Berlin 19h30 Arbitre : Burns |

| mercredi 26 novembre 1969 Match retour | Juventus | 0 - 0 | Hertha Berlin | Stadio Comunale, Turin 15h00 Arbitre : Gugulović |
| mercredi 26 novembre 1969 Match retour |          |       |               | Stadio Comunale, Turin 15h00 Arbitre : Gugulović |

### Matchs amicaux
| mercredi 20 août 1969 | Varese         | 1 - 2 | Juventus         |  |
| mercredi 20 août 1969 | Buteur inconnu |       | Buteurs inconnus |  |

| mercredi 27 août 1969 | Juventus         | 2 - 1 | Ajax           |  |
| mercredi 27 août 1969 | Buteurs inconnus |       | Buteur inconnu |  |

| jeudi 8 janvier 1970 | Syracuse       | 1 - 5 | Juventus         |  |
| jeudi 8 janvier 1970 | Buteur inconnu |       | Buteurs inconnus |  |

| jeudi 23 avril 1970 | Pérouse        | 1 - 0 | Juventus |  |
| jeudi 23 avril 1970 | Buteur inconnu |       |          |  |

| jeudi 28 mai 1970 | Crema          | 1 - 1 | Juventus       |  |
| jeudi 28 mai 1970 | Buteur inconnu |       | Buteur inconnu |  |

#### Coupe anglo-italienne
- Phases de poule

| samedi 2 mai 1970 1re journée | Swindon Town                                | 4 - 0 | Juventus | County Ground, Swindon 15h00 Arbitre : D'Agostini |
| samedi 2 mai 1970 1re journée | Noble 60e · Horsfield 66e 84e · Harland 89e |       |          | County Ground, Swindon 15h00 Arbitre : D'Agostini |

| samedi 9 mai 1970 2e journée | Sheffield Wednesday | 0 - 0 | Juventus | Hillsborough Stadium, Sheffield 15h00 Arbitre : Angonese |
| samedi 9 mai 1970 2e journée |                     |       |          | Hillsborough Stadium, Sheffield 15h00 Arbitre : Angonese |

| samedi 16 mai 1970 3e journée | Juventus | 0 - 1     | Swindon Town | Stadio Comunale, Turin 21h00 Arbitre : Homewood |
| samedi 16 mai 1970 3e journée |          | 23e Noble |              | Stadio Comunale, Turin 21h00 Arbitre : Homewood |

| samedi 23 mai 1970 4e journée | Juventus                     | 2 - 0 | Sheffield Wednesday | Stadio Comunale, Turin 21h00 |
| samedi 23 mai 1970 4e journée | Ellis 55e (csc) · Zigoni 77e |       |                     | Stadio Comunale, Turin 21h00 |

|  |    | Classement final - équipes italiennes | Pts final | Pts | MJ | V | N | D | BP | BC | Dif |
|  | -- | ------------------------------------- | --------- | --- | -- | - | - | - | -- | -- | --- |
|  | 1. | Naples                                | 14        | 4   | 4  | 2 | 0 | 2 | 10 | 7  | +3  |
|  | 2. | Fiorentina                            | 10        | 3   | 4  | 1 | 1 | 2 | 7  | 7  | 0   |
|  | 3. | Lazio                                 | 9         | 4   | 4  | 2 | 0 | 2 | 5  | 5  | 0   |
|  | 4. | Juventus                              | 5         | 3   | 4  | 1 | 1 | 2 | 2  | 5  | -3  |

## Effectif du club
Effectif des joueurs de la Juventus Football Club lors de la saison 1969-1970.

## Buteurs
Voici ici les buteurs de la Juventus Football Club toutes compétitions confondues.
| 18 buts - Pietro Anastasi 8 buts - Lamberto Leonardi 6 buts - Gianfranco Zigoni 4 buts - Antonello Cuccureddu - Helmut Haller - Roberto Vieri | 3 buts - Giuseppe Furino - Sandro Salvadore 2 buts - Luis del Sol 1 but - Ernesto Càstano |